# Flugplatz Tabuaeran

i7
i11
i13
Der Flugplatz Tabuaeran (englisch Tabuaeran Island Airport, IATA-Code: TNV, ICAO-Code: PLFA) liegt im Nordwesten des Atolls Tabuaeran, das Teil der kiribatischen Line Islands ist.
Er wird von Air Kiribati über die Route Kiritimati – Flugplatz Tabuaeran – Teraina und zurück angeflogen.

## Fluggesellschaften und -ziele
- Air Kiribati (Kiritimati, Teraina)